# 翳徒之戎
翳徒之戎，商末周初古部落名。是由華夏人群分裂出來的戎狄人群一支，居於今山西太原以北。
文丁十一年，周部落首领季历伐之，获其三大夫献于商王文丁。文丁忌惮周部落的強大，最終將季歷擒殺。
《後漢書》〈西羌傳〉將翳徒之戎列為犬戎之一，為西羌先祖之一。